# Симон, Доминик
Доминик Симон (чеш. Dominik Simon; 8 августа 1994, Прага, Чехия) — чешский профессиональный хоккеист, центральный нападающий клуба НХЛ «Анахайм Дакс» и сборной Чехии по хоккею с шайбой.

## Биография
Доминик Симон - воспитанник хоккейного клуба «Славия», тем не менее впоследствии хоккеист выступал за молодёжные команды другого пражского клуба - «Спарта». 14 сентября 2012 года Доминик дебютировал в чемпионате Чехии в матче против хоккейного клуба «Карловы Вары», а через две недели забил первую шайбу в ворота команды «Пльзень». В то же время хоккеист выступал за клуб первой чешской лиги «Стадион» Литомержице. В 2013 году на драфте Канадской хоккейной лиги игрок был выбран хоккейным клубом «Римуски Осеаник», но предпочёл остаться в Чехии. Доминик Симон выступал за молодёжные команды Чехии на различных турнирах. На молодёжном чемпионате мира 2014 был вице-капитаном команды. В 2015 году состоялся дебют хоккеиста на чемпионате мира по хоккею с шайбой.
На драфте НХЛ 2015 года был выбран в 5-м раунде под общим 137 номером командой «Питтсбург Пингвинз». Сезон 2015/16 провёл в фарм-клубе в АХЛ — «Уилкс-Барре/Скрэнтон Пингвинз». В конце сезона был вызван в основной состав и дебютировал в НХЛ 13 марта 2016 года во встрече с «Нью-Йорк Рейнджерс».
Следующий сезон 2016/17 вновь практически целиком провёл в АХЛ, сыграв лишь в 2 завершающих матчах сезона против «Торонто» и «Рейнджерс». В сезоне 2017/18 вновь начинал выступления в АХЛ, но в декабре был вызван в основу и закрепился в тройке с Кросби. Первый гол забил 14 января 2018 года в ворота «Нью-Йорк Рейнджерс». Всего в 33 матчах забросил 4 шайбы и набрал 12 очков. В плей-офф сыграл в 2 матчах в серии против «Филадельфии Флайерз» и во всех шести против «Вашингтон Кэпиталз», но не отметился голами, отдав 3 результативные передачи.
22 октября 2020 года подписал однолетний контракт с «Калгари Флэймз» на сумму 700 тыс. долларов. В сезоне 2020/21 сыграл всего 11 матчей за «Флэймз», в которых очков не набрал. 28 июля 2021 года вернулся в «Пингвинз», подписав однолетний двусторонний контракт. В сезоне 2021/22 сыграл за «Питтсбург» 55 матчей и набрал 9 очков (3+6).
21 марта 2022 года был обменян в «Анахайм Дакс».
На чемпионате мира 2022 года Симон сыграл два матча, после чего был вынужден покинуть сборную из-за драки с партнёром по команде Филипом Гронеком.

## Статистика выступлений

### Клубная карьера
| 2012–13     | Спарта Прага                  | ЧЭЛ         | 18  | 1  | 1  | 2   | 0  | —  | — | — | — | —  |
| 2012–13     | Литомержице                   | 1.ЧЛ        | 25  | 9  | 10 | 19  | 24 | —  | — | — | — | —  |
| 2013–14     | Спарта Прага                  | ЧЭЛ         | 46  | 7  | 4  | 11  | 4  | 10 | 1 | 1 | 2 | 6  |
| 2013–14     | Литомержице                   | 1.ЧЛ        | 3   | 0  | 1  | 1   | 12 | —  | — | — | — | —  |
| 2014–15     | Шкода Пльзень                 | ЧЭЛ         | 52  | 18 | 12 | 30  | 20 | 4  | 1 | 1 | 2 | 4  |
| 2015–16     | Уилкс-Барре/Скрэнтон Пингвинз | АХЛ         | 68  | 25 | 23 | 48  | 36 | 7  | 1 | 1 | 2 | 2  |
| 2015–16     | Питтсбург Пингвинз            | НХЛ         | 3   | 0  | 1  | 1   | 0  | —  | — | — | — | —  |
| 2016–17     | Уилкс-Барре/Скрэнтон Пингвинз | АХЛ         | 70  | 15 | 31 | 46  | 18 | 5  | 0 | 3 | 3 | 0  |
| 2016–17     | Питтсбург Пингвинз            | НХЛ         | 2   | 0  | 1  | 1   | 0  | —  | — | — | — | —  |
| 2017–18     | Уилкс-Барре/Скрэнтон Пингвинз | АХЛ         | 21  | 4  | 13 | 17  | 14 | —  | — | — | — | —  |
| 2017–18     | Питтсбург Пингвинз            | НХЛ         | 33  | 4  | 8  | 12  | 16 | 8  | 0 | 3 | 3 | 4  |
| 2018–19     | Питтсбург Пингвинз            | НХЛ         | 71  | 8  | 20 | 28  | 18 | 4  | 0 | 1 | 1 | 0  |
| 2019–20     | Питтсбург Пингвинз            | НХЛ         | 64  | 7  | 15 | 17  | 12 | —  | — | — | — | —  |
| 2020–21     | Стоктон Хит                   | АХЛ         | 1   | 0  | 0  | 0   | 0  | —  | — | — | — | —  |
| 2020–21     | Калгари Флэймз                | НХЛ         | 11  | 0  | 0  | 0   | 0  | —  | — | — | — | —  |
| Всего в НХЛ | Всего в НХЛ                   | Всего в НХЛ | 184 | 19 | 45 | 64  | 46 | 12 | 0 | 4 | 4 | 4  |
| Всего в АХЛ | Всего в АХЛ                   | Всего в АХЛ | 160 | 44 | 67 | 111 | 68 | 12 | 1 | 4 | 5 | 2  |
| Всего в ЧЭЛ | Всего в ЧЭЛ                   | Всего в ЧЭЛ | 116 | 26 | 17 | 43  | 24 | 14 | 2 | 3 | 5 | 10 |

### Международная карьера
| Год      | Команда  | Соревнование | Результат |    | И | Г  | А  | О | Штр |
| -------- | -------- | ------------ | --------- | -- | - | -- | -- | - | --- |
| 2015     | Чехия    | ЧМ           | 4-е место | 10 | 1 | 5  | 6  | 2 |     |
| 2019     | Чехия    | ЧМ           | 4-е место | 10 | 4 | 8  | 12 | 2 |     |
| Всего ЧМ | Всего ЧМ | Всего ЧМ     | Всего ЧМ  | 20 | 5 | 13 | 18 | 4 |     |